# Diadora
Diadora – włoskie przedsiębiorstwo produkujące odzież oraz sprzęt piłkarski, kolarski, tenisowy oraz dla biegaczy, rugbystów i lekkoatletów. Założona została w 1948 jako firma produkująca buty do wspinaczki górskiej. W latach 60. XX wieku Diadora zaczęła produkcję sprzętu narciarskiego. Firma ta produkuje także sprzęt dla motocyklistów taki jak buty czy skórzane kombinezony.
W latach 70. Diadora zaczęła produkować odzież piłkarską, tenisową i inne sprzęty, które produkuje do dziś.
W 2009 roku amerykański oddział tej firmy był trzeci w rankingu producentów sportowych w USA.

## Stroje sędziowskie
Diadora dostarcza stroje arbitrom z Serie A, Serie B, Serie C, Scottish Premier League oraz ligi rumuńskiej i hinduskiej.

## Drużyny sponsorowane przez Diadorę

### Piłka nożna
Reprezentacje narodowe
- Mjanma
- Palestyna

Afryka
- Al-Ittihad Aleksandria
- Asyut Petroleum
- El Mokawloon SC
- El Mansoura SC
- El Geish
- Ghazl El-Mehalla
- Haras El-Hodood SC
- Club Africain Tunis
- ES Sétif

Europa
- Karvan Yevlax
- Dinamo Zagrzeb
- Kerkira Korfu
- Aiolikos
- OFI Kreta
- Panionios Ateny
- Pécsi Mecsek FC
- Hakoah Amidar Ramat Gan
- Hapoel Beer Szewa
- Hapoel Kefar Sawa
- FC Astana
- Qormi
- FC Twente
- Roda JC Kerkrade
- Bodø/Glimt
- Lillestrøm SK
- Paços de Ferreira
- FC Brașov
- Olimpija Lublana
- Girona FC
- Burladés
- FC Aarau
- Gaziantepspor
- Karşıyaka
- Kartalspor
- İstanbulspor
- Fatih Karagümrükspor

Ameryka Północna i Południowa
- Aldosivi Mar del Plata
- Argentinos Juniors
- CA Tigre
- Deportivo Morón
- Audax Italiano
- CD Huachipato
- Deportes Iberia
- Olmedo
- Deportivo Quito

Azja
- Arema Malang
- Pelita Jaya
- Persib Bandung
- Persijap Jepara
- PSMS Medan
- Persebaya Surabaya
- Geylang United
- Woodlands Wellington
- Perlis FA
- TOT FC
- TTM Phichit
- Jenin

### Kolarstwo
- Barloworld
- Cannondale-Vredestein
- Lampre
- / Tinkoff Credit Systems